# 박사익 초상
박사익 초상(朴師益 肖像)은 대한민국 경기도 성남시 분당구에 있는 한국학중앙연구원 장서각에 소장있는 조선조 후기 경종, 영조 때의 문신인 박사익(1675～1736)의 초상화이다. 2011년 11월 1일 대한민국의 보물 제1724호로 지정되었다.

## 참고 자료
- 박사익 초상 - 국가유산청 국가유산포털